# Mayta Cápac
Maita Cápac fou el quart inca del regne del Cusco, segons la tradició, mort l'any 1156. Segons quina siga la font, aquest inca va tenir un regnat important o poc significatiu. L'Inca Garcilaso li atribueix diverses accions d'armes, però Balbo a la seva Historia del Perú no li n'atribueix cap.
Garcilaso era inca com Mayta Capac, per tant va poder recollir de la mateixa família les tradicions quítxua, i li atribueix els fets que seguidament s'exposen: succeí el 1126 al seu pare Lloque Yupanqui, i ja abans d'ocupar el tron es distingí per les seves conquistes militars sobre els Allcay Uicçcas. Ja en el poder, al front d'un exèrcit de 12.000 combatents, reduí les tribus d'Hatunpacasa, trobant una seriosa resistència a Cacyaviri; posà setge als cacics o règuls que s'havien fortificat en un turó sagrat, i després d'una sèrie d'atacs a la fi aconseguí avançar amb tanta empenta, que els assetjats es veieren obligats a rendir-se, i demanaren humilment perdó al vencedor, presentant-se davant d'ell els derrotats cacics amb els peus descalços, les mans lligades i amb sengles cordes lligades al coll en actitud de submissió. Mayta Capac restava dotat d'un cor generós, i no tan sols els perdonà la seva rebel·lia, sinó que els confirmà en les seves antigues possessions, en veure la magnanimitat de l'emperador també es rendiren les tribus veïnes.
Llavors Mayta Capac dirigí les seves forces vers Occident, amb l'objecte de sotmetre a les tribus que vivien a l'altra vessant dels Andes; les de Cuchuna i Maquehua també es feren forts en una muntanya, i després de prop de dos mesos de combatre, també es van veure igualment en la precisió de sotmetres a Mayta Capac. Després d'uns anys d'assossec, tornà emprendre noves conquistes; baixà a Pucara i s'apoderà fàcilment dels territoris de Pacasa, Llaricaso i Soucaván, on no hi trobà cap mena de resistència, però al voler travessar el riu Huaychu per anar a Umasuyu, se li oposà un nombrós exèrcit d'indis kolles, (kolla) i malgrat que Mayta Capac tractà de convèncer-los perquè se sotmetessin sense lluita, assegurant-los que de cap manera tractava d'oprimir-los, els kolles no s'avingueren a cap raó. Llavors es travà una ruda batalla (batalla de Huaychu), que durà un dia sencer, sens decidir-se la victòria per cap banda, però fou tan gran el nombre de kolles que moriren, que els que van poder escapar d'aquella horrible matança es van afanyar a demanar perdó al seu poderós enemic, que aquesta vegada també es mostrà generós amb ells, i llavors es sotmeteren els habitants dels territoris compresos entre Huaychu i Callamarca. Mayta continuà la seva carrera triomfal vers Caracollo, rendint-se-li totes les tribus, i travessant la vall de Chuquiapu, vers l'Orient, retornà a Cusco, on fou rebut amb gran entusiasme.
Després de descansar dels seus triomfs, tornà a la lluita novament, dirigint-se vers l'Occident, i perquè les seves tropes poguessin travessar la Regió d'Apurímac i travessar el riu, construint un pont de lianes. Meravellats d'aquesta obra els chumbivilcas, habitants d'aquella comarca, prengueren a Mayta per un Déu, de manera que aquelles tribus se li van sotmetre quasi totes menys els habitants de Villilli (avui Velille), als quals derrotà completament. També va construir una via en uns aiguamolls que li obstruïa el pas per a dirigir-se a la terra d'Allca, i així hi va poder transitar el seu exèrcit. Si bé aquesta conquesta es presentà en condicions molt dures pels combatents de Mayta, aquest va poder vèncer als enemics que li barraren el pas, després de dos mesos de combatre; els alicas se li sotmeteren per complet, creient-lo verdader fill del Sol. Finalment, va poder arribar amb les seves conquistes fins a la vall d'Arequipa.
Restà casat amb la seva germana Curu Yaya, i el va succeir el seu fill primogènit Cápac Yupanqui. Mayta Cápac s'interessà molt per l'agricultura, i sempre que en les seves expedicions guerreres trobava territoris aptes pel cultiu, hi deixava gent perquè s'ocupés de les feines agrícoles, particularment en la vall de Chuquiapu i en el d'Arequipa.